# Titanacris picticrus
Titanacris picticrus är en insektsart som först beskrevs av Marius Descamps 1978.  Titanacris picticrus ingår i släktet Titanacris och familjen Romaleidae.

## Underarter
Arten delas in i följande underarter:
- T. p. picticrus
- T. p. marginalis

## Bildgalleri

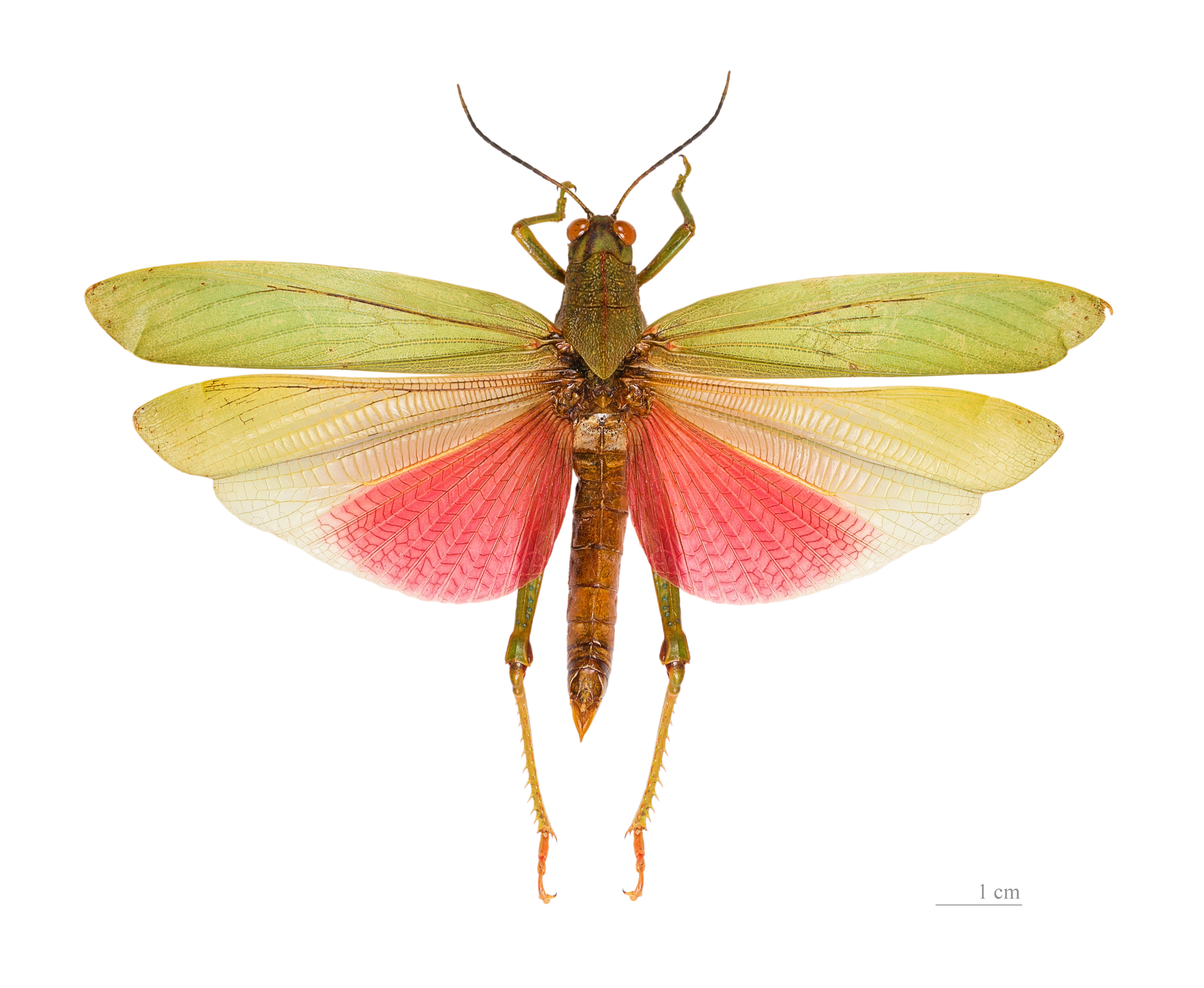